# Мичиган в Гражданской войне
Мичиган совершал значительные поставки ресурсов для Союза во время Гражданской войны в США. В то время как штат находился далеко от театров боевых действий, Мичиган поставлял большое количество солдат и несколько генералов, включая Джорджа Армстронга Кастера. Когда в начале войны у Мичигана попросили прислать не более четырех полков, губернатор штата Остин Блэр выслал семь.

## Военные поставки
В начале войны, первые добровольцы из Мичигана были объединены в первый мичиганский пехотный полк. 16 мая 1861 полк прибыл в Вашингтон, а президент Линкольн посел приезда солдат сказал: «Благодарю бога за Мичиган».
Во время войны в армии Союза находилось свыше 90 000 мичиганских мужчин (около 23% населения штата), в том числе 1 600 темнокожих. Мичиган поставил 30 пехотных полков, 11 кавалерийских, 1 легкий артиллерийский, 2 легкие батареи, 2 снайперских подразделения и первый мичиганский инженерный полк. Согласно Фредрику Дайеру, 14 753 солдата из Мичигана погибли в период войны, но стена памяти, построенная в 1869 упоминает 14 855 человек.
В числе известных генералов из Мичигана были: Джордж Армстронг Кастер, Элон Фарнсворт, Байрон Пирс, Орландо По, Исраэль Ричардсон и Орландо Уилкокс.